# Gmina Wilkowice
Die Gmina Wilkowice ist eine Landgemeinde im Powiat Bielski der Woiwodschaft Schlesien in Polen. Ihr Sitz ist das gleichnamige Dorf (deutsch Wolfsdorf) mit etwa 6600 Einwohnern.

## Geographie

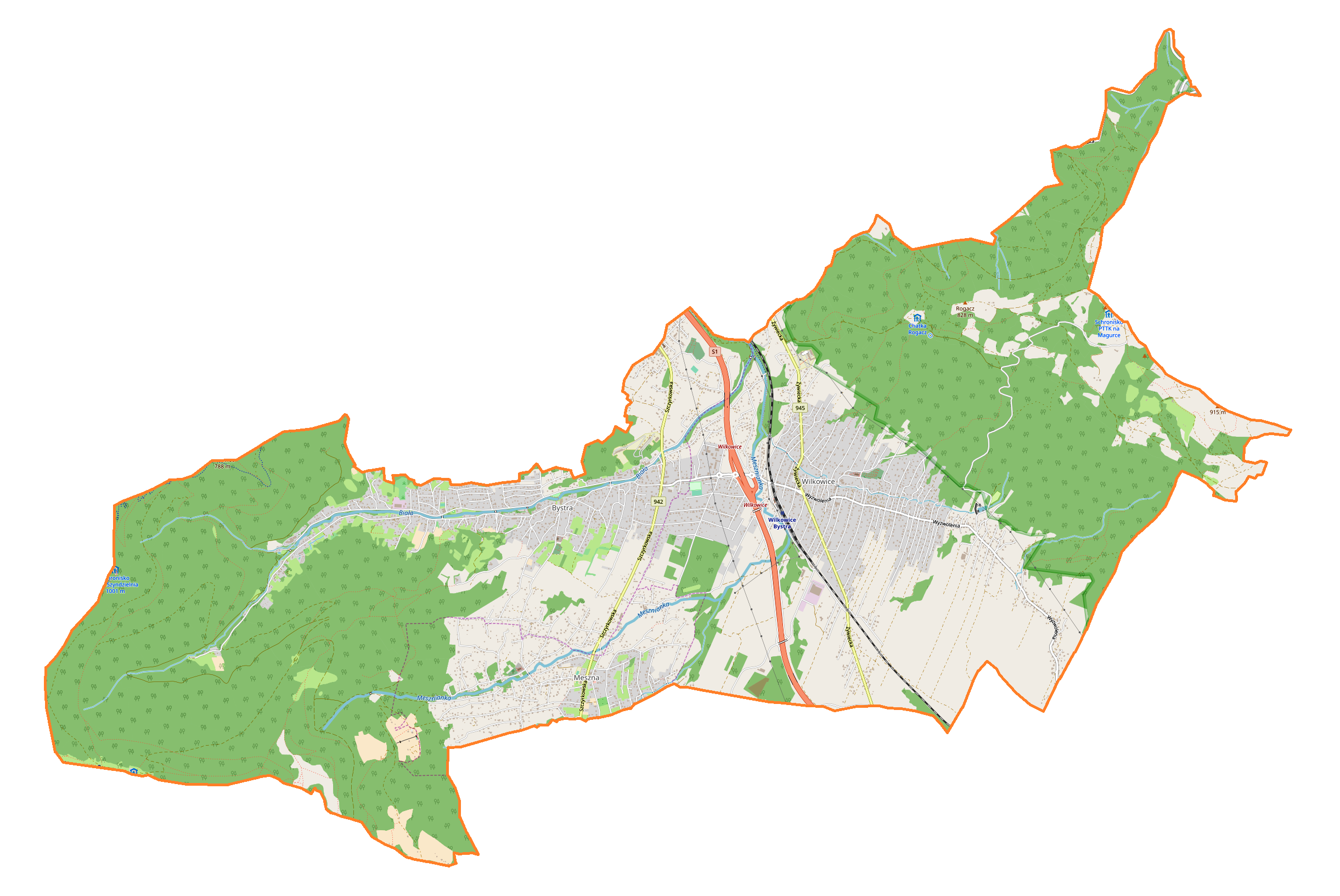
Karte der Gemeinde

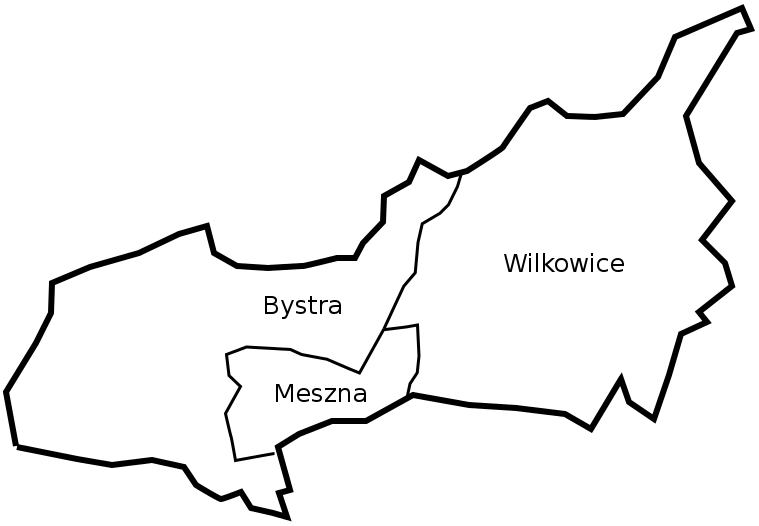
Lage der Schulzenämter

Die Gemeinde liegt im Süden der Woiwodschaft und grenzt im Norden an die Kreisstadt Bielsko-Biała. Die weiteren Nachbargemeinden sind Gmina Buczkowice, Czernichów, Kozy, Łodygowice und Szczyrk. Katowice liegt etwa 50 Kilometer nördlich.
Die Gemeinde hat eine Fläche von 33,9 km², von der 38 Prozent land- und 50 Prozent forstwirtschaftlich genutzt werden. Sie liegt im Saybuscher Becken (Kotlina Żywiecka) unter den Kleinen Beskiden (Beskid Mały) im Osten.

## Geschichte
Die Landgemeinde wurde 1973 aus Gromadas neu gebildet. Sie kam 1975 von der Woiwodschaft Katowice (1953–1956 Woiwodschaft Stalinogrodzkie) zur Woiwodschaft Bielsko-Biała, der Powiat wurde aufgelöst. Im Januar 1999 kam sie wieder zum Powiat Bielski und zur Woiwodschaft Schlesien.

## Gliederung
Zur Landgemeinde Wilkowice gehören drei Dörfer mit einem Schulzenamt (sołectwo): 
- Bystra (Bistray)
- Meszna (Meszna)
- Wilkowice (Wolfsdorf)

## Politik

### Gemeindevorsteher
An der Spitze der Verwaltung steht der Gemeindevorsteher. Dies war Mieczysław Rączka, der 2018 von Janusz Zemanek abgelöst wurde. Bei der turnusmäßigen Wahl im April 2024 blieb Amtsinhaber Janusz Zemanek ohne Gegenkandidaten, wurde aber mit 39,8 % der Stimmen wiedergewählt. Dies war 2024 die einzige Wahl in ganz Polen, bei der ein Kandidat ohne Gegenkandidaten die notwendige Mehrheit verfehlte. Der Gemeinderat wählte daraufhin Maciej Mrówka einstimmig zum neuen Gemeindevorsteher.
Bei der turnusmäßigen Wahl im Oktober 2018 gab es folgendes Ergebnis:
- Janusz Zemanek (Wahlkomitee „Geminde für das Ja – Initiative drei Gemeinschaften“) 47,2 % der Stimmen
- Mieczysław Rączka (Wahlkomitee „Feuerwehrleute der Gemeinde Wilkowice“) 38,1 % der Stimmen
- Anita Błachut (Kukiz’15) 14,7 % der Stimmen

In der damit notwendigen Stichwahl setzte sich Zemanek mit 63,8 % der Stimmen gegen Amtsinhaber Rączka durch und wurde zum neuen Gemeindevorsteher gewählt.

### Gemeinderat
Der Gemeinderat von Wilkowice besteht aus 15 Mitgliedern, die in Einpersonenwahlkreisen gewählt werden. Die Wahl 2024 führte zu folgendem Ergebnis:
- Wahlkomitee „Gemeinde Wilkowice – Gemeinsame Sache“ 57,0 % der Stimmen, 15 Sitze
- Wahlkomitee Joanna Więcław-Kowalcze 43,0 % der Stimmen, kein Sitz

Die Wahl 2018 führte zu folgendem Ergebnis:
- Wahlkomitee „Geminde für das Ja – Initiative drei Gemeinschaften“ 36,9 % der Stimmen, 6 Sitze
- Wahlkomitee „Feuerwehrleute der Gemeinde Wilkowice“ 32,8 % der Stimmen, 5 Sitze
- Wahlkomitee „Gemeinsam für Meszna“ 10,1 % der Stimmen, 2 Sitze
- Prawo i Sprawiedliwość (PiS) 9,8 % der Stimmen, 1 Sitz
- Kukiz’15 5,6 % der Stimmen, kein Sitz
- Wahlkomitee „Bystra Süd“ 3,6 % der Stimmen, 1 Sitz
- Übrige 1,1 % der Stimmen, kein Sitz